# Cololabis
Cololabis – rodzaj morskich ryb z rodziny makreloszowatych (Scomberesocidae).

## Występowanie
Strefa tropikalna i subtropikalna otwartego oceanu obydwu półkul.

## Cechy charakterystyczne
Ciało wydłużone, wrzecionowate, pokryte małymi łuskami. Obydwie szczęki wydłużone, zaopatrzone w drobne zęby. Krótkie płetwy piersiowe i brzuszne. Płetwy brzuszne, grzbietowa i odbytowa przesunięte są w stronę ogona.

## Klasyfikacja
Gatunki zaliczane do tego rodzaju:
- Cololabis adocetus
- Cololabis saira – sajra[3], saira[4]